# 联航快运3411号班机事件
联航快运3411号班机（YX3411/RPA3411，与UA3411代码共享）是一架由共和航空运营的联航快运从芝加哥飞往路易维尔的班机。2017年4月9日，该班机在起飞前发生暴力事件，一名69岁的美籍華裔越南人杜成德在登机就坐后因拒绝将座位让给临时登机的联合航空员工，遭當地航空警察暴力拖离飞机并受伤。此航班機種為巴西航空工業E-170飛機，機尾編號為N632RW。

## 事件
2017年4月9日，联航快运3411号班机计划於美國中部時間17時40分（夏令時間UTC-5）从芝加哥飞往路易维尔。在全体旅客登机后，航班宣布因为要将联合航空的4名员工运送至路易维尔，所以飞机满载的情况下，要求4名乘客离开该次航班，搭乘之后的航班。机组宣布向自愿离席的乘客提供400美元代金券和一晚酒店住宿，但是补贴券加至800美元（16張50美元分次使用的聯航代金券）后仍旧没有人自愿离开。随后机组宣布将抽选出4名乘客，在被抽中的乘客中，有一位69岁的美籍華裔越南人乘客杜成德（又名陶維英）医生称自己次日須出诊，拒绝离席。之后航班机组通知机场的芝加哥航空警察上机，将该名乘客带离航班，在过程中，航警使用暴力拖拽等手段使该乘客头部受伤。
因此事件，造成該班機延誤近2.5小時，約20時07分才起飛，美東時間21時53分（夏令時間UTC-4）才抵達路易维尔。

## 事后
事件被同机旅客拍下并上传至网络，引起大范围的讨论。而聯合航空今次事件的處理手法亦惹來不少爭議。
芝加哥航空管理局（Chicago Department of Aviation）在事后表示遗憾，称事件中警员的行为不符合标准，并对事件中的一名执法人员进行停职。在事件发生后的4月12日，另外两名事件中的执法人员也被停职。根据芝加哥论坛报在4月11日的报道，芝加哥警方在一份声明中称：在空警到场后尝试把乘客带出机舱时，乘客摔倒，而乘客的面部伤情是因为头磕在了座椅扶手上造成的。
联合航空方面对事件表示歉意，且声明已经联系该乘客；但同时有媒体报道航空公司的首席执行官奥斯卡·穆诺兹在对公司内部的备忘录中称航班机组的处理符合规定程序，而拒绝离席的乘客是“具有破坏性和咄咄逼人的”。
事件发生后，联合航空周二股价一度跌超4%，收盘股价跌幅收窄至1.13%，成为标准普尔500指数中表现最差的股票。
当事人随后被送往医院，幸无危及生命之虞。律师表示，在被警员的拉扯中，當事人鼻骨骨折、两颗牙齿被打掉、颚骨受伤，需要面部修复手术。事件还造成他脑震荡，以至于事后无法回忆起自己曾经跑回飞机上。
律師列出了他的傷勢：鼻子骨折、腦震盪、掉了兩顆牙齒，可能需要做重建手術的鼻竇問題。律師托馬斯·A·德米特里奧（Thomas A. Demetrio）在芝加哥市中心說：「長期以來，航空公司一直在霸凌我們，特別是聯合航空公司。」
。

## 反应

### 联合航空
事发后，联合航空发言人承认事发航班实际并未超售机票，强迫乘客下机只为安排公司机务人员。联合航空CEO奥斯卡·穆诺兹在10日发布的第一份道歉声明中，将事件轻描淡写为对乘客的“重新安置”，并在此前发送的公司内部邮件中表示支持涉事人员。但他的声明和被多家媒体获取的这份内部邮件引起美国乃至世界各地网民的愤怒，有数以千计的网民联名呼吁他引咎辞职。而美国大陆航空前CEO戈登·贝塞恩在接受CBS采访时表示，对于空警使用暴力、将涉事乘客几乎打晕拖下飞机，他认为机组成员“很专业”，并表示涉事乘客“幼稚得像孩子，最适合拒载”。
而在奥斯卡·穆诺兹之后发布的第二个声明中，穆诺兹就暴力驱客事件表示歉意，并宣布对公司相关政策进行“彻底审议”，同时处理超售情况。审查结果将在4月30日前公布。
一名在英华人留学生在白宫“我们人民”网站上发起“华人生命很重要（英語：Chinese Lives Matter）”的联署请愿，要求政府介入调查事件。截至4月13日已逾10万人联署支持。4月11日，白宫发言人斯派塞在白宫例行吹风会上说称事件“令人困扰”，并表示美国总统已看到相关视频。

### 航空公司
因為在一個多月前奥斯卡·穆诺兹才說過「那些海灣航空不是真正的航空公司」，所以海灣國家的航空公司藉此事件紛紛推出反擊圖片及影片。

### 网民
事发后，在社交媒体推特上，“抵制美联航”“拒绝乘坐美联航”等标签迅速成为热门标签，还有不少网友支持受害乘客对美联航提起诉讼要求赔偿。世界各地民众，尤其是美国、中国和越南人呼吁抵制联合航空。公司客户发的图要么表示忠于联合航空，要么将信用卡剪碎。由于较早前传出被暴力对待的乘客是华人，该事件也引发了中国数百万网民的热烈讨论。许多中国网民呼吁抵制美联航，有网民也指责航空公司存在种族主义。虽然后来报道指出涉事乘客是美籍越南華人，中國網民仍然普遍指責及呼吁抵制美联航。新浪微博话题页面“#美联航强制乘客下机”吸引了4.8亿次浏览关注。
《外交政策》文章指出事件视频在中国大陆媒体圈中广泛流传存在种族和政治因素，表示视频为当局“证明美国人的办事方式何其幼稚”的目的服务，“是使全国人民聚焦于党的路线的唯一力量。”路透社文章表示，越南人在知道“杜成德并不是在这个东南亚国家的老牌敌人中国出生”之后深感愤怒，而且“之前报道的美国对杜成德的指控是无关紧要的，可能事关种族主义。”《赫芬顿邮报》文章评论称：“虽然同行乘客称他是越南和中国混血，但据称杜的证词带出的种族歧视情绪令亚洲各地的人们愤慨 。”
争议事件发生前不到一个月，联合航空拒绝两名穿紧身裤的少女登机，因此在网上已经受到争议。

### 各国

#### 美国
美国运输部表示，已开始审查该航班超售情况，以确定航空公司是否符合经营规则。

#### 中国大陆
中华人民共和国外交部发言人陆慷在记者会上称此次事件为“不幸事件”，并希望这一事件能够得到妥善解决。

#### 香港
民航飞行员出身的香港立法会议员谭文豪譴責這一事件，批評聯合航空處理手法差劣，認為無理由使用武力。他又質疑聯合航空抽籤的公平性，認為同時抽中兩對夫婦機會率極低，有種族歧視之嫌。

## 赔偿
杜成德委任以美国著名律师托马斯·德米特里奥为首的律师团对联合航空进行诉讼。2017年4月27日，聯合航空與杜成德達成和解，杜成德獲得一筆金額保密的賠償。